# Крымская медаль (Турция)
Крымская медаль (тур. Kırım Harbi Madalyası) — военная награда Османской империи, созданная в 1856 году для награждения военнослужащих союзных Османской империи государств (Соединенное Королевство Великобритании и Ирландии, Французская империя и Сардинское королевство), которые принимали участие в Крымской войне 1854—1856 годов.

## Описание медали
Медаль состоит из серебряного диска диаметром 36.5 мм и ленты (колодки) благодаря которой медаль крепилась на одежде. Лента медали бордового цвета с зелеными краями. Ширина ленты сначала была 12.7 мм (50"), но такая лента часто заменялась на более широкую 31,8 мм (1.25") ленту. Соединение диска и колодки выполнено при помощи двух колец.
На аверсе медали была изображена Тугра султана Абдул-Меджида I (1839—1861), и указан 1271 год (1855/1856 год в соответствии с принятым в Османской империи мусульманской датировкой). Вся эта композиция находилась в разомкнутом сверху лавровом венке.
На реверсе медали была изображена композиция из различных военных элементов: пушка направлена на Запад, мортира направлена на Восток, прислоненный к лафету пушки якорь. Сверху на пушке лежит карта Крыма. Вся эта композиция стоит на брошенном на землю штандарте России (с имперским орлом). Сзади композиции были четыре флага (первые два перекрещенных, или два позади первых) которые развивались на ветру. Это символизировало четыре страны союзницы. Расположение флагов зависело от страны, для которой была сделана медаль (подробнее в таблице). Всего было три типа наград: сардинская, британская и французская, в соответствии со странами союзниками, которые воевали с Российской империей в Крымской войне. Не взирая на тип награды, флаг Османской империи всегда был в первом ряду над картой Крыма. В нижней части медали надпись «Крым 1855». Язык надписи был разным, в зависимости от того из какой страны был получатель награды.
| Тип медали  | Страна                                            | Расположение флагов                                             | Надпись        | Изображение |
| ----------- | ------------------------------------------------- | --------------------------------------------------------------- | -------------- | ----------- |
| Сардинский  | Сардинское королевство                            | Флаг Сардинского королевства над якорем. За ним британский флаг | La Crimea 1855 |             |
| Британский  | Соединенное Королевство Великобритании и Ирландии | Британский флаг над якорем. За ним флаг Сардинского королевства | Crimea 1855    |             |
| Французский | Французская империя                               | Французский флаг над якорем                                     | La Crimee 1855 |             |

В связи с тем, что партия наград для британцев затонула с кораблем, который её перевозил, множество военнослужащих Великобритании получили награды «сардинского» образца.

## Связанные с Крымской медалью награды
За время Крымской войны, среди стран союзниц, также Великобритания основала Крымскую медаль (1854). Её получали британские военные, которые принимали участие в боевых действиях в Крым. Также эту награду получили французские военные, которые воевали вместе с британцами. Для британских военных которые принимали участие в Балтийской кампании, утвердили Балтийскую медаль.